# R (programspråk)
R är ett programspråk och en utvecklingmiljö som huvudsakligen används för statistiska beräkningar och datavisualisering, för artificiell intelligens inom informationsutvinning (data mining) samt inom nationalekonomi och andra ämnen som använder sig av numeriska beräkningar. Det skapades av Ross Ihaka och Robert Gentleman (därav namnet R) vid University of Auckland, Nya Zeeland och grundar sig på programspråket S. Genom användarutvecklade tilläggspaket, så kallade packages, har antalet metoder för statistiska beräkningar och grafisk presentation av statistik som går att använda i R utökats kraftigt.
Programmet är tillgängligt under öppen källkodslicensen GNU GPL.

## Grafiska gränssnitt
R styrs normalt med textkommandon. Som grafiska användargränssnitt för R finns bland andra RStudio, RKWard, Tinn-R och R Commander.

## Historia
Utvecklingsprojektet bakom R initierades 1992. En första version släpptes 1995 och en stabil betaversion under 2000. R baseras på språket S i kombination med lexikal bindning och semantik inspirerade av Lisp-dialekten Scheme. S skapades av John Chambers under hans tid vid Bell Labs. Det finns några viktiga skillnader, men en stor del av kod som är skriven för S fungerar oförändrad i R.
R skapades av Ross Ihaka och Robert Gentleman vid University of Auckland, Nya Zeeland, och vidareutvecklas för närvarande av R Development Core Team, där Chambers är en medlem. R är delvis uppkallad efter initialen i de två författarnas förnamn, dels som en anspelning på språket på S.